# Born to Dance
Born to Dance (br: Nascida para dançar) é um filme musical estadunidense de 1936, do gênero musical, dirigido por Roy Del Ruth.

## Sinopse
Um marinheiro de licença ajuda uma jovem dançarina a chegar ao topo na Broadway.

## Elenco
- Eleanor Powell ....  Nora Paige
- James Stewart ....  Ted Barker
- Virginia Bruce ....  Lucy James
- Una Merkel ....  Jenny Saks
- Sid Silvers ....  'Gunny' Sacks

## Principais prêmios e indicações
Oscar 1937 (EUA)
- Indicado aos prêmios de Melhor Direção de Dança e Melhor Canção (Cole Porter - I've Got You Under My Skin)